# Teatros del Canal
Los Teatros del Canal son un centro de artes escénicas inaugurado en el año 2009 y ubicado en el céntrico distrito madrileño de Chamberí. Propiedad del Canal de Isabel II, al que deben su nombre, y dependiente de la Comunidad de Madrid, su primer director artístico fue el dramaturgo, actor y director Albert Boadella que en 2016 dejó la dirección. Desde entonces pasaron a dirigir los Teatros del Canal el director teatral Àlex Rigola, la comisaria en artes escénicas Natalia Álvarez Simó y desde octubre de 2019, la coreógrafa y bailarina Blanca Li.
Desde 2019, los teatros del Canal pertenecen a la red europea Prospero-Extended Theatre, una prestigiosa red teatral compuesta por 9 teatros de 9 países europeos y el canal Arte.

## Características
El conjunto arquitectónico de los Teatros del Canal cuenta con más de 35.000 metros cuadrados, y es obra del arquitecto Juan Navarro Baldeweg. Está situado en la confluencia de las céntricas calles Bravo Murillo y Cea Bermúdez, en Madrid. Tienen cabida dos teatros, la Sala Roja y Sala Verde; una sala de ensayos, denominada Sala Negra, y el Centro Danza Canal (CDC), un edificio integrado en los Teatros con nueve aulas de ensayo con modernas dotaciones técnicas. La programación de los Teatros del Canal incluye teatro, danza, zarzuela, ópera, cabaret, teatro infantil, conciertos clásicos y contemporáneos. Anualmente acoge un centenar de representaciones y ofrece, como todos los teatros españoles, habituales descuentos en la compra de entradas de forma anticipada, a usuarios de Carné Joven y mayores de 65 años, así como descuentos y promociones en algunos de sus espectáculos.

### Sala Roja
En ella predomina el color rojo de sus butacas y estructuras y dispone de un aforo de 863 localidades. Es una sala de gran capacidad, con butacas dispuestas a la italiana, y cuenta con una buena acústica desde cualquier punto de la sala. Dispone de un escenario de 32 x 17 metros y de una plataforma amovible que permite abrir un foso para orquesta, o ampliar la platea o el escenario. El aforo con foso de orquesta se reduce a 799 localidades. Es curiosa su iluminación, a base de pantallas de led en la zona de las balconadas, lo que permite modular las tonalidades de los colores de la sala.

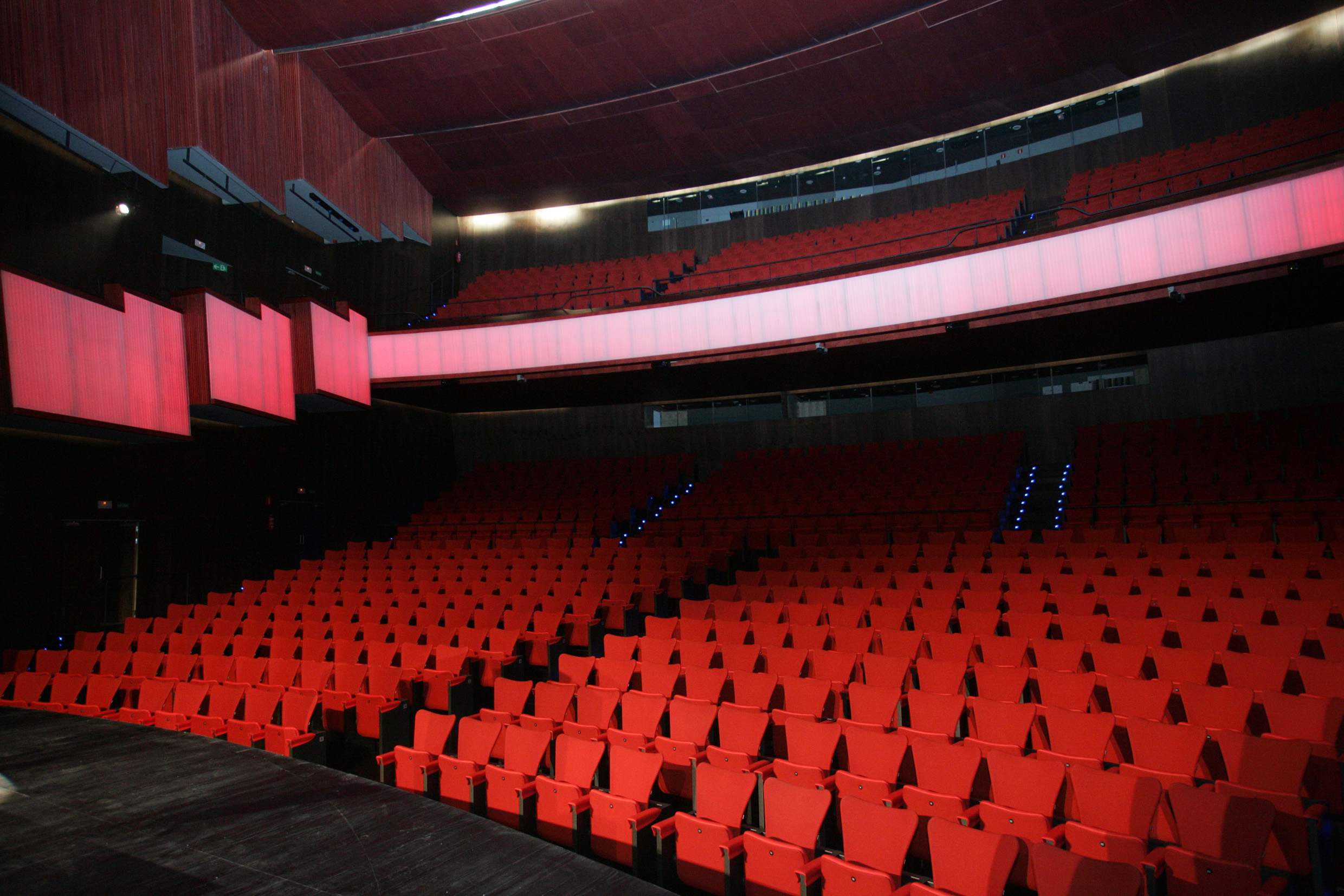
Sala Roja Teatros Canal.

### Sala Verde
Se trata de una sala configurable o polivalente de aspecto industrial y caracterizada por el color verde de sus emisiones de luz, sus butacas y sus revestimientos de madera. En ella el aforo puede variar según las necesidades del espectáculo, alcanzando las cerca de 800 localidades. En su disposición clásica la sala tiene una capacidad de 440 butacas; con público en los laterales del escenario cuenta con 605 localidades y si se configura a cuatro bandas el aforo puede lograr hasta 777 butacas. La superficie del escenario es de 14 x 10 metros.

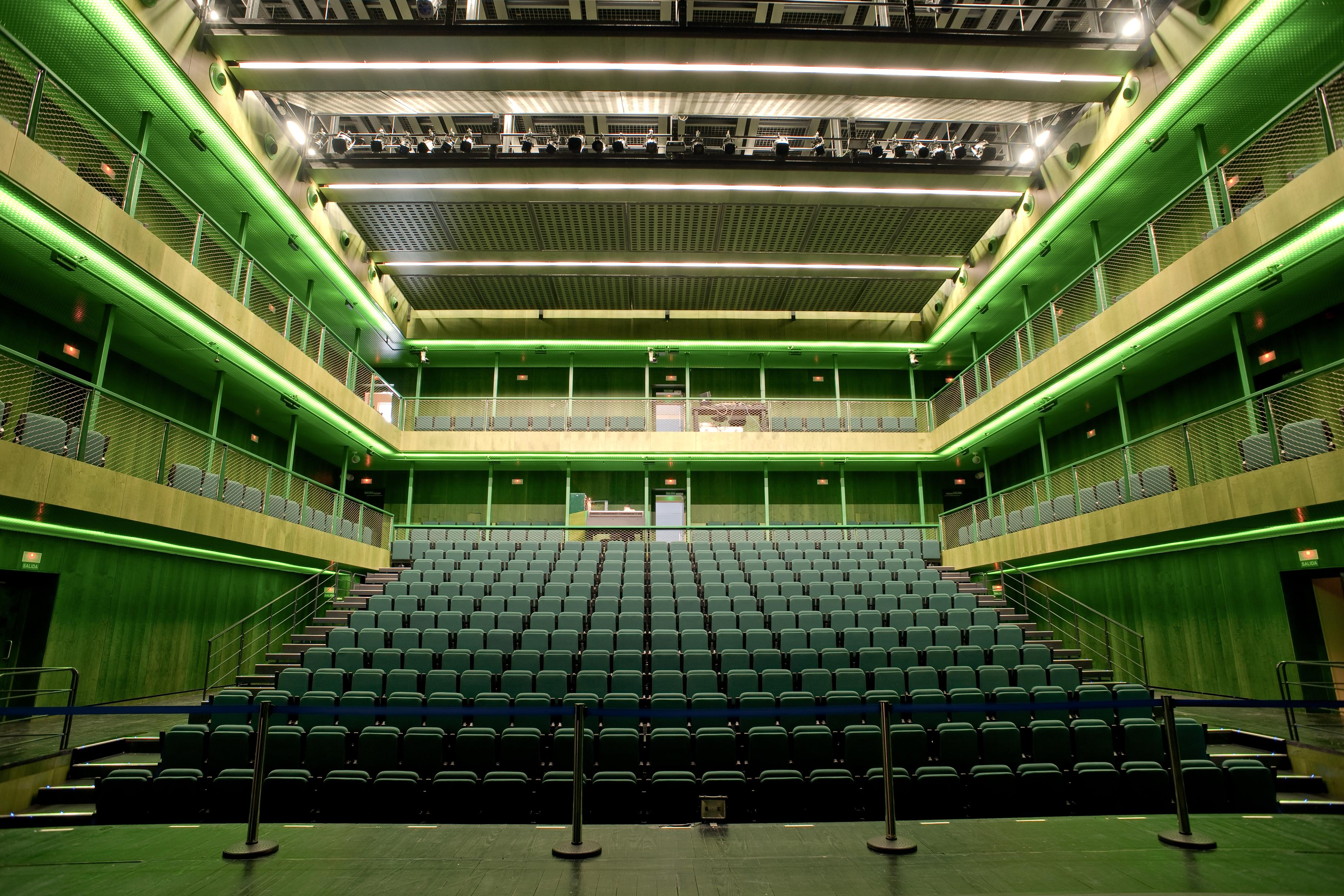
Sala Verde Teatros Canal.

### Sala Negra
Abierta al público en la temporada 2014-15, es una sala de menor tamaño con un aforo de 180 localidades. Se sitúa sobre el patio de butacas de la Sala Roja.

### Centro Danza Canal
Es un edificio integrado en los Teatros del Canal, dedicado a la promoción de la danza en todas sus variedades y, en especial, a los trabajos coreográficos de las compañías. Cuenta con cinco plantas y dispone de nueve aulas de doble o triple altura (entre 5 y 9 metros) y superficies que oscilan entre 74 y 238 metros cuadrados. Sirve de sede a la compañía residente, Víctor Ullate Ballet-Comunidad de Madrid, y a otras que establecen su sede en las instalaciones, gracias a un programa de residencias artísticas temporales. Además, el CDC acoge encuentros y actividades para profesionales, con maestros como Julio Bocca y compañías como el Boston Ballet, entre otros.

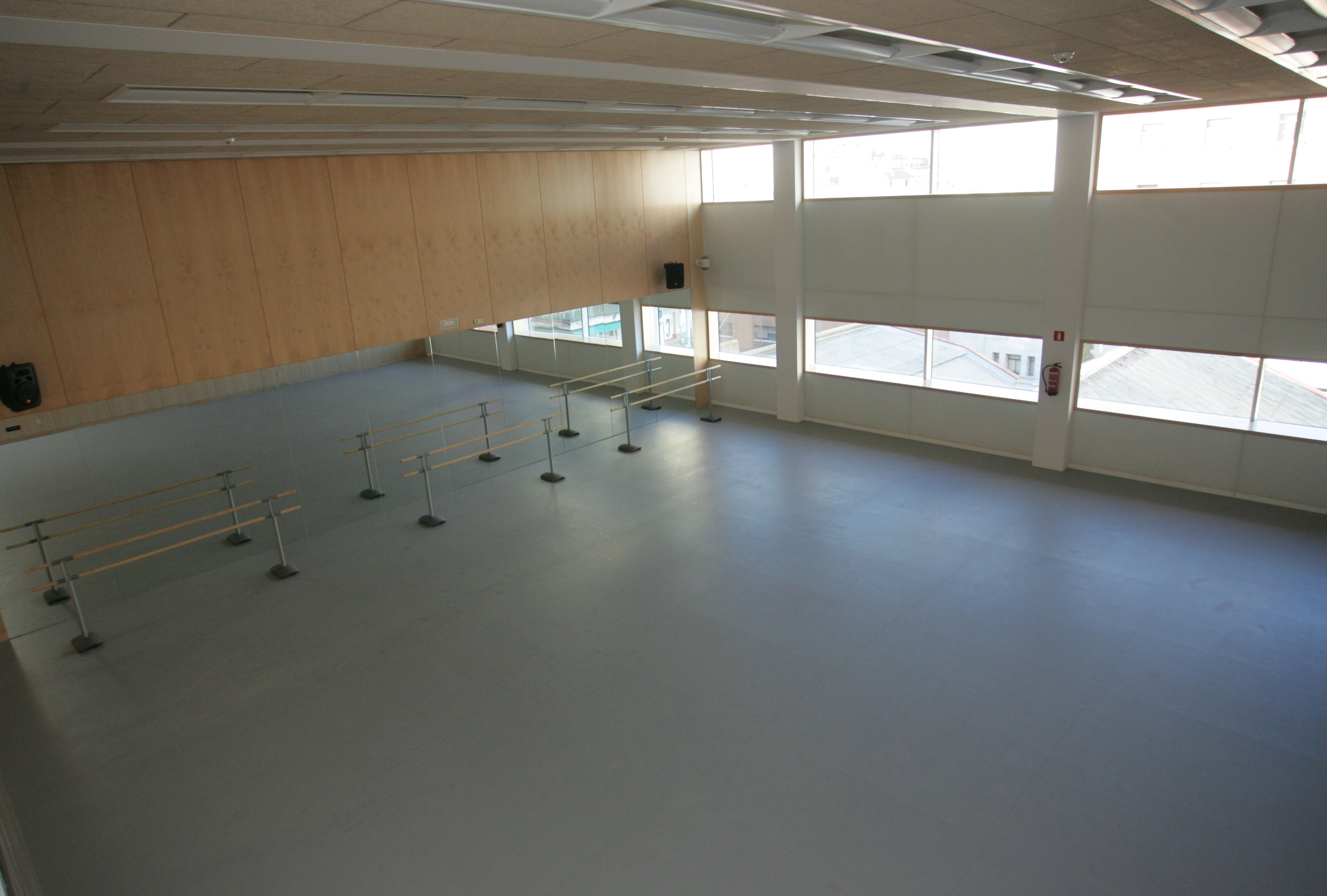
Sala de danza.

## Directores
La dirección de los Teatros del Canal, a diferencia de otros grandes teatros madrileños públicos como el Centro Dramático Nacional (INAEM-Ministerio de Cultura) o el teatro Español (Ayuntamiento de Madrid), no se decide mediante concurso público sino que es un nombramiento a dedo desde la presidencia y la Consejería de Cultura, Turismo y Deporte de la Comunidad de Madrid. Desde la inauguración de los teatros en 2009, se distinguen dos etapas muy distintas, determinadas por el diferente perfil de sus directores y los cargos políticos que los nombraron. Su primer responsable, Albert Boadella, desarrolló una programación más comercial, mientras que sus sucesores, Àlex Rigola y Natalia Álvarez Simó, apostaron por la experimentación logrando una tasa de ocupación de 85 %. En un primer tiempo Alex Rigola y Natalia Álvarez Simo codirigieron los teatros, encargándose esta última de la sala Roja. En 2017, Àlex Rigola dimitió por la gestión por parte del gobierno de los acontecimientos del 1 de octubre de 2017 en Cataluña, y Natalia Álvarez Simó se quedó al frente de la dirección hasta agosto de 2019, fecha en la que fue despedida por Marta Rivera de la Cruz, consejera de Cultura de la Comunidad de Madrid. Nombró en octubre de 2019 a la coreógrafa y bailarina Blanca Li, apostando así por un perfil internacional de reputación incontestable.
- 2009-2016: Albert Boadella
- 2016-2017: Àlex Rigola y Natalia Álvarez Simó
- 2017-2019: Natalia Álvarez Simó
- 2019-actualidad: Blanca Li

## Programación
Hasta 2021, la empresa privada Clece, que asumía la gestión, limpieza, seguridad y mantenimiento del complejo, también se encargaba de la programación artística de los espacios durante cinco meses al año, a saber la mitad de cada temporada. La Consejería de Cultura y Turismo de la Comunidad de Madrid decidió entonces que la programación de todas las salas corresponderían de ahora en adelante durante todo el año a la dirección artística de los teatros, quien ejerce la máxima responsabilidad del proyecto cultural, artístico e institucional. Pero al no tener los Teatros del Canal personalidad jurídica propia, es a la empresa pública Madrid Cultura y Turismo –que gestiona la cultura en la comunidad madrileña— que competen las decisiones sobre la gestión y la programación. La dirección de los teatros entrega una propuesta que debe ser aprobada por el Consejo de Administración de la empresa. Está compuesto por la consejera de Cultura, su viceconsejero y el director general de programación cultural.
Otra parte importante de la programación corre a cargo del Festival de Otoño, que concentra la mayoría de sus espectáculos en las salas del complejo, así como de otros festivales como Madrid en Danza, Suma Flamenca, el Festival Internacional de Arte Sacro o  Teatralia.